# Girija Devi
Girija Devi (Varanasi, 8 maggio 1929 – Calcutta, 24 ottobre 2017) è stata una cantante indiana.
Interprete di rilievo della musica classica indiana, ebbe particolare successo nel thumri riuscendo ad elevare il genere. Per questo motivo è stata definita la Regina del thumri.

## Biografia
Nacque a Varanasi, da uno zamindari che trasmise alla figlia l'interesse per la musica e che si preoccupò di darle una buona educazione musicale fin dall'età di cinque anni. Il padre infatti, che si dilettava all'armonium, chiamò Sarju Prasad Misra, cantante e suonatore di sarangi, ad occuparsi della formazione della piccola Girija Devi che venne introdotta, quindi, alle forme khyal e tappa della musica vocale indiana.
All'età di nove anni già apparì nel film Yaad rahe e continuò i suoi studi con Chand Misra in una grande varietà di stili, ma è nel 1949, all'età di vent'anni, che fece il suo debutto ad Allahabad sulla rete nazionale All India Radio. La sua carriera fu inizialmente ostacolata dalla famiglia in quanto nel 1946 sposò un uomo d'affari e, per l'usanza del tempo, si riteneva che donne di classi sociali agiate non potessero esibirsi pubblicamente. Devi, quindi, accettò di non tenere concerti privati per una ristretta cerchia di persone ma cominciò a farlo per il pubblico; tenne, quindi, il primo concerto nello Bihar nel 1951.
Perfezionò i suoi studi sotto la guida di Sri Chand Misra fino alla morte di quest'ultimo avvenuta ad inizio anni' 60, e continuò ad esibirsi in tournée portando avanti la sua attività performativa per tutto il resto della sua vita. A partire dagli anni '80, inoltre, iniziò a lavorare con alcune università indiane come la ITC Sangeet Research Academy di Calcutta e la Banaras Hindu University cercando di trasmettere e far portare avanti la sua eredità musicale.
Girija Devi cantò nel purabi ang thumri tipico della tradizione, riuscendo ad elevare e diffondere maggiormente lo stile guadagnandosi, così, l'appellativo di Regina del thumri. Il suo repertorio, tuttavia, comprendeva anche generi semi-classici come il kajri, chaiti e holi, riuscendo a combinare la sua formazione classica con le caratteristiche regionali delle canzoni del Bihar e dell'Uttar Pradesh orientale.
Morì il 24 ottobre del 2017 per arresto cardiaco all'età di 88 anni.

## Premi ed onorificenze
Tra i numerosi premi e riconoscimenti ricevuti figurano: 
- Padma Shri (1972)
- Sangeet Natak Akademi Award (1977)[5]
- Padma Bhushan (1989)[5]
- Sangeet Natak Akademi Fellowship (2010)
- Global Indian Music Academy Awards, premio alla carriera, (2012)
- Padma Vibhushan (2016)